# Cincinnati Open 1993
Il Cincinnati Open 1993 (conosciuto anche come Thriftway ATP Championships per motivi di sponsorizzazione) è stato un torneo di tennis giocato sul cemento. È stata la 92ª edizione del Cincinnati Open, che fa parte della categoria Super 9 nell'ambito dell'ATP Tour 1993. Il torneo si è giocato a Cincinnati in Ohio negli USA, dal 9 al 16 agosto 1993.

## Campioni

### Singolare
Michael Chang ha battuto in finale  Stefan Edberg con il punteggio di 7–5, 0–6, 6–4

### Doppio
Andre Agassi /  Petr Korda hanno battuto in finale  Stefan Edberg /  Henrik Holm con il punteggio di 6–4, 7–6